# 50 허드슨 야드

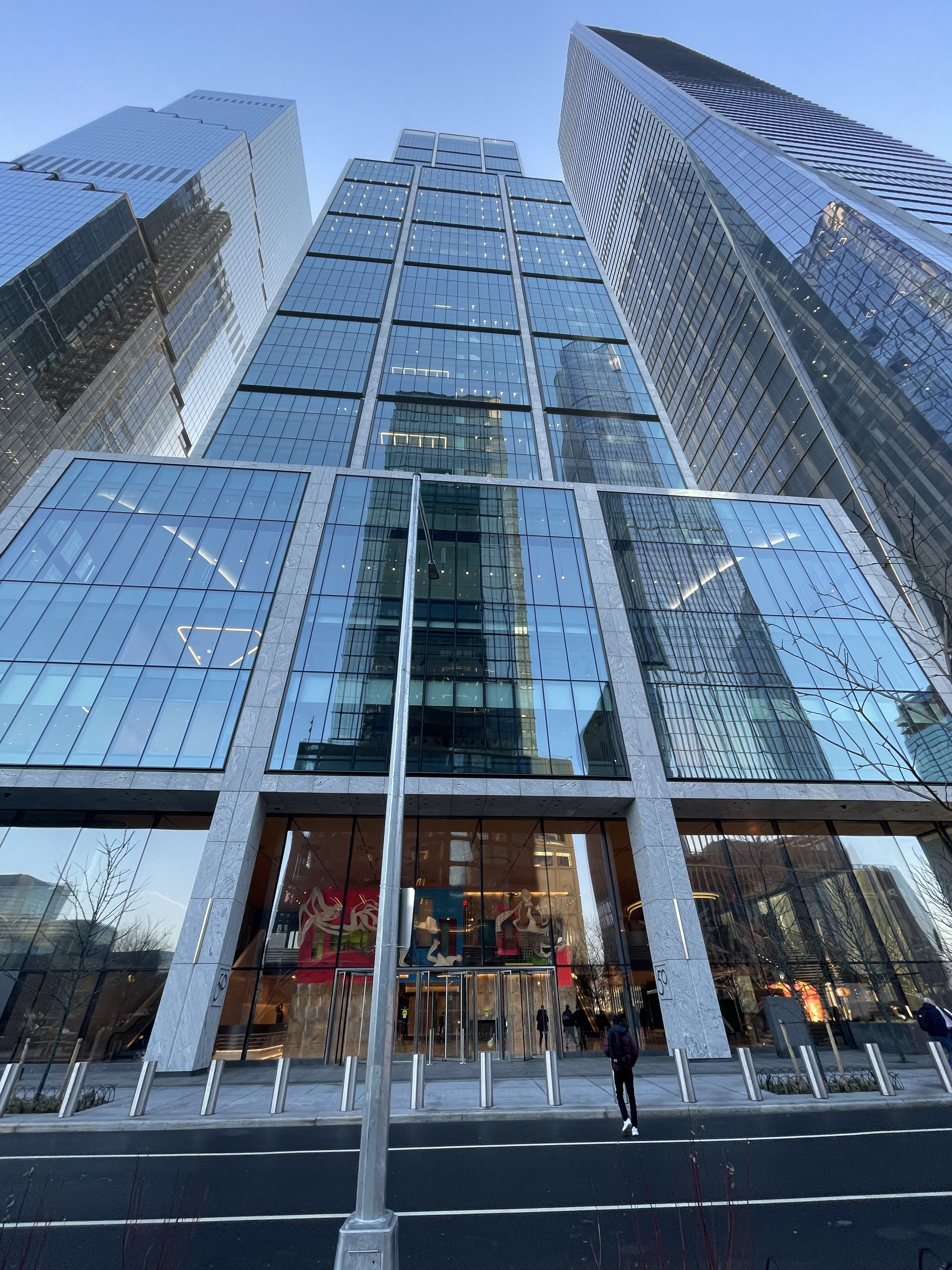

50 허드슨 야드(50 Hudson Yards)는 뉴욕 맨해튼 허드슨 야드에 있는 허드슨 야드 재개발 프로젝트의 일환으로 개발된 58층, 299m 높이의 건물이다. 이 건물은 30 허드슨 야드의 북쪽, 허드슨 파크 앤드 블러버드(Hudson Park and Boulevard)의 동쪽에 위치하고 있으며 55 허드슨 야드에 인접해 있다. 이 건물은 2022년 10월 19일에 개장했다.
50 허드슨 야드는 290만 평방피트(270,000m2)의 상업 공간을 갖추고 임대 가능 면적 측면에서 뉴욕시에서 4번째로 큰 오피스 타워이다. 이 건물은 34번가와 10번가의 남서쪽 모퉁이에 위치해 있다.

## 같이 보기
- 뉴욕의 마천루 목록